# محمد قائد
محمد قائد شرفی یا م. قائد روزنامه‌نگار، نویسنده، مترجم و ویراستار ایرانی است. او متولد ۱۳۲۹ در شیراز است و تحصیلات خود را در رشته کارشناسی روان‌شناسی در دانشگاه پهلوی شیراز از ۱۳۴۸ تا ۱۳۵۲ به پایان رسانده است. او یکی از سه داور ایرانی برای بخش فارسی جایزه داستان واقعی در زمینه روزنامه‌نگاری را نیز بر عهده داشته است.
وی سال‌ها به نوشتن در نشریاتی همچون جامعه سالم، آدینه، ماهنامه فیلم، ماهنامه زمان و ماهنامه صنعت حمل و نقل مشغول بوده است.

## فعالیت فرهنگی و اجتماعی

### روزنامه‌نگاری
فعالیت روزنامه‌نگاری را در سال‌های انتهایی دههٔ ۱۳۴۰ با فرستادن مطالبی برای مجلاتی نظیر رودکی و نامهٔ پژوهشکده و روزنامهٔ آیندگان آغاز کرد. سپس در سال ۱۳۵۵ به تحریریهٔ روزنامهٔ آیندگان پیوست، و به فاصلهٔ کوتاهی، ویراستار صفحهٔ فرهنگی‌اش شد. در آن سال‌ها معتقد بود شیوهٔ مطلوبش دوسال زندگی در فرنگ و دوسال در ایران است. با این حال، زمستان ۵۷ پس از اقامتی نه چندان طولانی به ایران بازگشت. بلافاصله به عنوان یکی از اعضای شورای سردبیری آیندگان به ادامهٔ کار مطبوعاتی بازگشت و تا پایان کار روزنامهٔ آیندگان تقریباً تمام سرمقاله‌ها به قلم او به چاپ رسید. روزنامهٔ آیندگان در روز ۱۶ مرداد ۱۳۵۸ توقیف شد، و محمد قائد به همراه تنی چند از فعالان مطبوعات دستگیر و راهی زندان شدند. شرحی مبسوط از آنچه در دوران حبس بر وی و دیگران گذشته را در مقاله‌ای با عنوان «هتل، ایام محبس در کنار اهل قشون» نگاشته است. کمی پس از آزادی، به دعوت احمد شاملو و جهت همکاری، به هفته نامه کتاب جمعه پیوست، مطالبش با امضای م. مراد، در ابتدای مجله چاپ می‌شد و به نوعی حکم سرمقاله داشت.
گذراندن دوره‌های آموزش زبان در انجمن ایران و آمریکا و انجمن ایران و انگلیس، در دوران پیش از ورود به دانشگاه و سپس تحصیل در دانشگاه شیراز و گذراندن اغلب دروس به زبان انگلیسی و با حضور جمعی از استادان آمریکایی و ایرانی، مهارت و دانش زبان انگلیسی‌اش را به سطحی قابل قبول رساند، و سبب شد از او برای نوشتن مطالبی در بخش انگلیسی ماهنامه‌های صنعت حمل‌ونقل و فیلم دعوت شود. قائد برای چند سال دبیری بخش انگلیسی و ویراستاری مجلهٔ صنعت حمل‌ونقل را عهده‌دار شد.
در دهه ۱۳۶۰ و ۱۳۷۰، قائد به همکاری با نشریات مستقلی همچون جامعه سالم، آدینه، ماهنامه فیلم و صنعت حمل‌ونقل پرداخت تا آن‌که در ۱۳۷۷ توانست صاحب‌امتیازی ماهنامه آموزشی فرهنگی «لوح» را به دست آورد. پانزده شماره از نشریه لوح به سردبیری قائد از تیر ۱۳۷۷ تا مهر ۱۳۸۲ منتشر گردید و پس از آن، وی از ادامه انتشار لوح به دلایل نامعلوم خودداری ورزید و صرفاً به همکاری منظم با ماهنامهٔ تخصصی گردشگری سفر به عنوان سرمقاله‌نویس ادامه داد. از جمله مطالب نشریه لوح می‌توان به مجموعهٔ «دربارهٔ انقلاب فرهنگی» اشاره کرد، که به بازبینی انتقادی انقلاب فرهنگی ایران از طریق مصاحبه با تعدادی از دست‌اندرکاران آن همچون عبدالکریم سروش، محمد ملکی، مرتضی مردیها و صادق زیباکلام پرداخته بود.
محمد قائد در سال ۱۳۸۰ به مدت یک سال به عنوان یکی از اعضای هیئت دبیران دوره یازدهم کانون نویسندگان ایران انتخاب گردید.
وبگاه شخصی اش از سال ۱۳۸۵ به این سو، مهم‌ترین مرجع نشر مقالات و نوشته‌های اوست.

### ترجمه
محمد قائد در کنار تألیف به ترجمه نیز پرداخته است که از ترجمه‌هایش می‌توان به کتاب‌های «قدرت‌های جهان مطبوعات» مارتین واکر، "نخستین مسلمانان در اروپا" برنارد لوئیس و "مبارزه علیه وضع موجود: جنبش دانشجویی آلمان ۱۹۵۵–۸۵" سابینه فون دیرکه اشاره کرد. «نامه‌هایی از کرمان به دوبلین» مجموعه بیش از ۵۰ نامه از «امیلی مولتیمر» همسر ایرلندی کنسول بریتانیا در کرمان به پدر و مادرش در عهد قاجار که قائد در موزه بریتانیا یافته و «توپهای ماه اوت» نوشته باربارا تاکمن با موضوع جنگ جهانی اول و حمله آلمان به فرانسه و بلژیک دو ترجمه جدید قائد هستند.

## کتابشناسی

### ترجمه
- ظهور و سقوط قدرت‌های بزرگ، تحولات اقتصادی و کشمکش‌های نظامی در سال‌های ۱۵۰۰ تا ۲۰۰۰، پال کندی، انتشارات علمی و فرهنگی، ۱۳۶۹
- قدرت‌های جهان مطبوعات (همراه با وقایع نگاریِ یک شکست: بازتاب آخرین سال‌های رژیم شاه در دوازده روزنامه بزرگ جهان)، مارتین واکر، نشر مرکز، ۱۳۷۲، چاپ سوم نشر نو ۱۴۰۰
- نخستین مسلمانان در اروپا، برنارد لوئیس، نشر مرکز۱۳۷۴، چاپ دوم نشر کارنامه آذر ۱۳۸۹، چاپ چهارم ۱۴۰۰
- تام پِین، مارک فیلپ،انتشارات طرح نو، ۱۳۷۵، چاپ دوم نشر نو ۱۴۰۱
- مقدمه‌ای بر ایدئولوژی‌های سیاسی، رابرت اِکِلْشال، ریچارد جِی، وینست گِیگِن، ای‌یِن مَکِنزی، ریک ویلفورد، مایکل کِنی، نشر نو با همکاری نشر آسیم، چاپ سوم ۱۳۹۹
- رنج و التیام در سوگواری و داغدیدگی، ویلیام وُردِن،انتشارات طرح نو، ۱۳۷۷، چاپ دوم نشر نو تیرماه ۱۳۹۹(به علاوهٔ دو پیوست جدید)
- مبارزه علیه وضع موجود: جنبش دانشجویی آلمان (۱۹۸۵–۱۹۵۵)، سابینه فون دیرکه، چاپ سوم (۳۰۴ صفحه) نشر نو آبان‌ماه ۱۳۹۹
- توپ‌های ماه اوت، باربارا تاکمن، نشر ماهی ۱۳۹۳، چاپ پنجم ۱۳۹۹[۱۰]
- بچه رزمری، آیرا لوین، نشر کلاغ، ۱۳۹۴، چاپ دوم ۱۳۹۵
- نامه‌هایی از کرمان به دوبلین، امیلی لوریمر (همسر کنسول بریتانیا در کرمان)، چاپ اول (۴۴۹ صفحه) نشر کلاغ دی‌ماه ۱۳۹۹[۱۱][۱۲]

### تألیف
- عشقی: سیمای نجیب یک آنارشیست، ۱۳۷۷، ۳۵۶ صفحه، انتشارات طرح نو، چاپ چهارم ۱۳۹۷
- دفترچهٔ خاطرات و فراموشی و مقالات دیگر، ۳۷۶ صفحه، انتشارات طرح نو، چاپ پنجم ۱۳۹۹
- ظلم، جهل و برزخیان زمین: نجوا و فریادها در برخورد فرهنگ‌ها، انتشارات طرح نو، ۴۰۰ صفحه، چاپ چهارم ۱۳۹۹
- آدم ما در قاهره: پیراسته و ویراستهٔ یادداشت‌های قاسم غنی در ماه‌های سفارت در قاهره ۲۷–۱۳۲۶، ۲۷۲ صفحه، نشر کلاغ، ۱۳۹۶، تهران، چاپ سوم ۱۳۹۸